# Episodi di NCIS: Hawai'i (seconda stagione)
La seconda stagione della serie televisiva NCIS: Hawai'i è trasmessa in prima visione negli Stati Uniti d'America da CBS dal 19 settembre 2022 al 22 maggio 2023.
In Italia la prima parte di stagione (episodi 1-13) è stata trasmessa in prima visione assoluta su Rai 2 HD di venerdì dal 13 gennaio al 7 aprile 2023, mentre il decimo episodio è andato in onda eccezionalmente domenica 9 aprile. La seconda parte di stagione (episodi 14-22) è stata trasmessa in prima visione assoluta su Rai 2 dall'8 settembre al 3 novembre 2023.
| n° | Titolo originale   | Titolo Italiano   | Prima TV USA      | Prima TV Italia   |
| -- | ------------------ | ----------------- | ----------------- | ----------------- |
| 1  | Prisoners' Dilemma | Oscura torma      | 19 settembre 2022 | 13 gennaio 2023   |
| 2  | Blind Curves       | Senza uscita      | 26 settembre 2022 | 20 gennaio 2023   |
| 3  | Stolen Valor       | Identità rubata   | 3 ottobre 2022    | 27 gennaio 2023   |
| 4  | Primal Fear        | Paura primordiale | 10 ottobre 2022   | 3 febbraio 2023   |
| 5  | Sudden Death       | Morte improvvisa  | 17 ottobre 2022   | 17 febbraio 2023  |
| 6  | Changing Tides     | Alta marea        | 24 ottobre 2022   | 24 febbraio 2023  |
| 7  | Vanishing Act      | In fuga           | 14 novembre 2022  | 3 marzo 2023      |
| 8  | Curtain Call       | Ultimo spettacolo | 21 novembre 2022  | 10 marzo 2023     |
| 9  | Desperate Measures | Soluzione estrema | 5 dicembre 2022   | 17 marzo 2023     |
| 10 | Deep Fake          | Gioco di squadra  | 9 gennaio 2023    | 9 aprile 2023     |
| 11 | Rising Sun         | Sol Levante       | 16 gennaio 2023   | 24 marzo 2023     |
| 12 | Shields Up         | Nuove strade      | 23 gennaio 2023   | 31 marzo 2023     |
| 13 | Misplaced Targets  | Scelte sbagliate  | 6 febbraio 2023   | 7 aprile 2023     |
| 14 | Silent Invasion    | Doppia colpa      | 13 febbraio 2023  | 8 settembre 2023  |
| 15 | Good Samaritan     | Amore impossibile | 27 febbraio 2023  | 15 settembre 2023 |
| 16 | Family Ties        | Scomode verità    | 13 marzo 2023     | 22 settembre 2023 |
| 17 | Money Honey        | Soldi sporchi     | 20 marzo 2023     | 28 settembre 2023 |
| 18 | Bread Crumbs       | Volo pericoloso   | 10 aprile 2023    | 5 ottobre 2023    |
| 19 | Cabin Fever        | Missione Marte    | 1º maggio 2023    | 13 ottobre 2023   |
| 20 | Nightwatch Two     | Effetto notte     | 8 maggio 2023     | 20 ottobre 2023   |
| 21 | Past Due           | Vecchie storie    | 15 maggio 2023    | 27 ottobre 2023   |
| 22 | Dies Irae          | Dies irae         | 22 maggio 2023    | 3 novembre 2023   |

## Oscura torma
- Titolo originale: Prisoners Dilemma
- Diretto da: Tim Andrew
- Scritto da: Jan Nash e Christopher Silber

### Trama
Le squadre NCIS di Washington e delle Hawaii fanno fronte comune per neutralizzare definitivamente "Il Corvo" Herman Maxwell (il cui vero nome si rivela essere Jason Hearns) e il suo gruppo "Oscura torma", con Torres e Knight che volano nell'arcipelago, mentre Parker, scagionato, rimane in ospedale al capezzale dell'ex moglie Vivian. Tennant e Torres assumono insieme le redini del comando. L'obiettivo del terrorista sembra essere la RIMPAC, la più grande esercitazione militare navale al mondo; infatti Maxwell/Hearns minaccia di rilasciare gas nervino, collegato anche ad un ordigno, all'interno di un hotel dove alloggiano i partecipanti all'addestramento; la squadra hawaiana riesce a disinnescare il congegno dall'esterno, consentendo a Tennant e Torres di sottomettere Hearns. Alla fine "Il Corvo" viene arrestato e gli agenti festeggiano il successo della missione con un brunch sulla spiaggia, prima che Torres e Knight tornino a Washington.
- Note. Questo episodio conclude un evento crossover iniziato con l'episodio Una questione di famiglia della serie NCIS - Unità anticrimine.
- Guest star: John Billingsley (Woodrow Staggs), Seana Kofoed (Comandante Chase, medico legale), Cher Alvarez ("Bam Bam", esperta di esplosivi), Michael Weston (Herman Maxwell/Jason Hearns alias "Il Corvo"), accreditati come *Special guest star: Wilmer Valderrama (Nick Torres), Katrina Law (Jessica Knight), Gary Cole (Alden Parker), Diona Reasonover (Kasie Hines), Brian Dietzen (Jimmy Palmer).
- Ascolti USA: 5 310 000 telespettatori[2]
- Ascolti Italia: telespettatori 649 000 – share 3,60%[3]

## Senza uscita
- Titolo originale: Blind Curves
- Diretto da: Yangzom Brauen
- Scritto da: Matt Bosack

### Trama
Il corpo di un Sergente Maggiore dei Marine viene trovato nel bagagliaio di un'auto che sta per essere demolita. Le indagini rivelano la passione della vittima per le corse clandestina e per una pilota clandestina. Tennant sospetta che il figlio Alex, all'ultimo anno di liceo, le stia nascondendo qualcosa, e da un incontro con l'ex marito scopre che si tratta di una ragazza; nel frattempo, Whistler vorrebbe ufficializzare la relazione con Lucy ai colleghi dell'FBI, anche se entrambe si mostrano preoccupate perché Kate potrebbe perdere il posto di collegamento con l'NCIS. Alla fine ciò non accade e insieme si presentano al barbecue dell'FBI.
- Guest star: Seana Kofoed (Comandante Chase, medico legale), Kian Talan (Alex Tennant), Derek Phillips (Michael Curtis, Agente al comando dell'FBI alle Hawaii), Anthony Ruivivar (Daniel Tennant), Scott M. Schewe (agente di polizia), Tristyn Lau (Lani Jones), Robby Ramos (Solomon De La Cruz), Josh Squire (meccanico).
- Ascolti USA: 4 580 000 telespettatori[4]
- Ascolti Italia: telespettatori 555 000 – share 3,00%[5]

## Identità rubata
- Titolo originale: Stolen Valor
- Diretto da: Tim Andrew
- Scritto da: Amy Rutberg

### Trama
Una giovane Capitano di Corvetta muore sul colpo in un incidente d'auto. Quando l'NCIS si reca a darne la notizia al marito, però, lo trova con la moglie viva e vegeta (oltre che incinta), concludendo quindi che la vittima era un impostore e che aveva assunto l'identità dell'ufficiale (persino la sua uniforme, comprese medaglie e tesserino, infatti quelle in possesso della vera Audrey Garrett sono false) a scopo fraudolento; quest'ultima assiste Ernie per scoprire se per caso sia stata presa di mira per il proprio lavoro (addetta ai rifornimenti). Per scoprire il piano criminale della banda di cui faceva parte la sosia, la Whistler, tingendosi i capelli di scuro, va sotto copertura (data la somiglianza con la Garrett), finendo per rischiare la vita, ma Lucy, Jesse e Kai arrivano in soccorso. Tra Lucy e Kate le cose vanno a gonfie vele, e l'operazione porta alla luce cose (ancora) non dette (ad esempio, la perdita del fratello Noah, Marine con il grado di Capitano, morto a causa di una bomba in Iraq anni prima, di cui Lucy non sapeva i dettagli). Kate dice a Lucy che è grazie a lei se ha iniziato ad aprirsi con le persone, poiché quella tragedia l'aveva fatta chiudere in sé stessa.
- Guest star: Seana Kofoed (Comandante Carla Chase, medico legale), Cher Alvarez ("Bam Bam", esperta di esplosivi), Kate Miner (Audrey Garrett), Shawn Passwaters (Michael Garrett), Kathy Searle (Lydia), Oksana Platero (Malkie), Terrence Arashi Elliott (guardia al porto), Olivia Jordan (Vessela Toska), Anastasia Baranova (Elena), Antal Kalik (uomo).
- Ascolti USA: 4 910 000 telespettatori[6]
- Ascolti Italia: telespettatori 650 000 – share 3,60%[7]

## Paura primordiale
- Titolo originale: Primal Fear
- Diretto da: LeVar Burton
- Scritto da: Ron McGee

### Trama
Dopo un uragano, la squadra ritrova cinque cadaveri (turisti che amavano escursioni in solitaria) sepolti nella foresta, in un sito sacro ai nativi. Nessuno dei corpi presenta ferite (ad eccezione di ematomi dovuti a caduta) e, a seguito dell'autopsia, il Comandante Chase rileva che sono morti per attacco cardiaco, letteralmente spaventati a morte, nonostante fossero tutti giovani e in buona salute. Quando una delle vittime è identificata come un pilota della Guardia Costiera, l'NCIS chiede assistenza al collega Neil Pike, il quale li dirige verso l'ipotesi di un serial killer (avendo frequentato un seminario in materia a Quantico per un solo weekend). I sospetti si concentrano quindi su Joe, un vagabondo che si aggira per la foresta spaventando i turisti, ma Lucy avrà l'intuizione giusta. Kai e Jesse dibattono sull'esistenza o meno degli spiriti (dato che Joe afferma che l'assassino è una divinità mostruosa della mitologia hawaiana). Nel frattempo, Tennant fa la conoscenza di Cassandra, la nuova fidanzata del figlio Alex, una ventunenne molto particolare: infatti, si definisce uno spirito libero, vive con coinquilini e ha lasciato il college perché è sopravvalutato; Jane teme che possa avere una cattiva influenza su Alex, ma alla fine si accorge che lei lo rende felice.
- Guest star: Seana Kofoed (Comandante Carla Chase), Mark Gessner (Agente Speciale Neil Pike, Guardia Costiera), Sierra Swartz (Cassandra Souza), Lily Bleu Andrew (Ella Baird, vittima), Cindy Ramirez (Ava Nakama), Jeremy Isaiah Earl (Delroy Windell, ranger), Eric Ladin (Bryson Stone, ranger), Don Swazye (Joe), Scott M. Schewe (T. Callahan).
- Ascolti USA: 4 570 000 telespettatori[8]
- Ascolti Italia: telespettatori 601 000 – share 3,40%[9]

## Morte improvvisa
- Titolo originale: Sudden Death
- Diretto da: Tawnia McKiernan
- Scritto da: Yalun Tu

### Trama
Il Sottocapo Ben Ioane viene spinto giù dalle tribune dello stadio dopo aver assistito alla partita del fratello Titus, star del football. Le indagini conducono ad una coppia di fratelli che gestiscono affari criminali all'interno della comunità, e Kai si imbatte nel suo ex migliore amico, AJ Hale dal quale si era allontanato perché Kai si era arruolato nei Marine, che sospetta sia coinvolto nell'impresa. Lucy deve cercare un nuovo appartamento perché il suo attuale padrone di casa ha deciso di vendere quello in cui vive, e Kate si offre di aiutarla presentandole diverse opzioni; successivamente le propone di andare a stare da lei essendo, scherzosamente, economicamente conveniente, anche se Lucy sperava lo facesse per amore. Alla fine, Lucy accetta di convivere, capendo che Kate lo vuole davvero.
- Guest star: Anthony Ruivivar (Daniel Tennant), Danielle Zalopany (Hina), Jonah Ho'okano (AJ Hale), Branscrombe Richmond (Maleko Ioane), Kainalu Moya (Titus Ioane), Siua Ikale'o (Ricky Sio), Nakoa DeCoite (Max Coa), Tui Asau (Inu Koa), Gabriel Rodriguez (Tom), Kanoa Leahey (annunciatore), Stephanie Mitsuko Matsuba (madre).
- Ascolti USA: 4 960 000 telespettatori[10]
- Ascolti Italia: telespettatori 561 000 – share 3,00%[11]

## Alta marea
- Titolo originale: Changing Tides
- Diretto da: Lionel Coleman
- Scritto da: Noah Evslin

### Trama
Un Caporale della Marina muore all'improvviso dopo aver messo i piedi in una pozza di alta marea. Dalle prime analisi risulta che sia entrato in contatto con una droga estremamente letale (anche perché volatile e solubile in acqua), il fentanyl, contenuta in un sacchetto rinvenuto nella pozza. Altri involucri affiorano sulle spiagge di differenti zone dell'isola e Tennant chiede alle autorità di chiuderne l'accesso per evitare una strage. Ernie scopre che la droga proviene dall'oceano, perciò lui e Kai partono su un'imbarcazione per individuare il punto preciso dello sversamento: Kai si immerge e trova un velivolo inabissato con a bordo il cadavere del pilota, la trasportava sicuramente. Whistler riferisce alla squadra i sospetti dell'FBI sul cartello colombiano "Caldero", che potrebbe aver aggiunto le Hawaii alle rotte dei loro traffici. Il fentanyl però è stato rubato da qualcuno, e ora i trafficanti vogliono recuperarlo e sono disposti a uccidere. L'NCIS rintraccia e a salva chi l'ha rubato (i soci della vittima); Jesse rischia la vita, ma Kai gli somministra in tempo il narcan. Sul fronte domestico, Jane è alle prese con il figlio Alex che ha deciso di prendersi un anno sabbatico per viaggiare in Europa con la fidanzata Cassandra: il padre è contrario in quanto non vuole che lui sprechi il denaro lasciatogli dai nonni per viaggiare piuttosto che utilizzarlo per la propria istruzione. Dopo un'iniziale titubanza, Jane rassicura il figlio dicendo che se è ciò che desidera può partire, ma dovrà trovare un modo per pagarselo da solo, venendo alla fine a sapere che Alex è stato assunto come cameriere nei weekend nel ristorante del padre di Kai (così da guadagnare). Ernie ha ricevuto in eredità una casa in Carolina del Sud dal padre, morto un mese prima, ma non vuole affrontare l'argomento con Lucy. Alla fine, tuttavia, si confida con lei rivelando che il padre non è mai stato presente nella sua vita poiché frequentava continuamente altre donne, la madre di Ernie lo ha cacciato quando quest'ultimo aveva circa 7 anni e da quel momento sono rimasti lui e lei (il padre non si è più fatto vivo, né per un compleanno né per una vacanza); Ernie si è impegnato per dare il massimo, studiando e venendo ammesso ad ogni università a cui aveva presentato domanda. Un giorno si è recato a casa del genitore (che abitava a pochissima distanza) per mostrargli chi era diventato senza di lui, e aveva scoperto che si era trasferito appunto in Carolina del Sud. Lucy lo ringrazia per aver condiviso il proprio passato e promette che chiederà a Kate di aiutarlo nella vendita dell'immobile.
- Guest star: Seana Kofoed (comandante Chase), Anthony Ruivivar (Daniel Tennant), Cher Alvarez (Bam Bam), Alexander Grace (caporale di marina Jasper Kanahele), Nicole Rombaoa (Gabby), Stacey Hinnen (bartender), Cassandra Blair (Amanda Lee), Kyle Leatherberry (Tyler).
- Ascolti USA: 5 010 000 telespettatori[12]
- Ascolti Italia: telespettatori 786 000 – share 4,60%[13]

## In fuga
- Titolo originale: Vanishing Act
- Diretto da: Diana Valentine
- Scritto da: Mike Diaz e Jan Nash

### Trama
Theo Acosta, un ragazzino in gamba, chiede all'NCIS di ritrovare la madre Allie scomparsa. Quest'ultima è in fuga da un cacciatore di taglie, che informa gli agenti che la donna non è chi dice di essere: il suo vero nome è infatti Allison Perez ed è originaria di Chicago, dove lavorava in una grossa compagnia di assicurazioni. Undici anni prima era stata arrestata dai federali per appropriazione indebita, accusata di aver sottratto 20 milioni di dollari dai clienti, e dopo essere uscita su cauzione si era data alla fuga; il cacciatore di taglie vuole rintracciarla per riportarla in Illinois e riscuotere la ricompensa. Si scopre che i veri responsabili del furto di denaro sono i suoi ex soci che volevano incastrarla, e lei può così riabbracciare il figlio. Tennant comunica a Lucy che è stata accettata come Agente di Bordo su una portaerei al largo di Singapore, ed è attesa lì la settimana seguente; Lucy la ringrazia essendo stata Jane a spingerla a candidarsi, ma è sorpresa poiché la prima volta la sua domanda era stata rifiutata (era il periodo in cui lei e Kate si erano lasciate) mentre adesso non è più sicura che sia quello che vuole dato che lei e Whistler hanno ritrovato la serenità. Tennant le fa capire che l'incarico potrebbe aiutarla a fare carriera nell'NCIS in futuro, ma Lucy non sa come dirlo a Kate. Alla fine glielo dice spiegando che la prima volta era stata una decisione d'impulso perché tutto sull'isola le faceva pensare a lei e Kate replica che qualunque decisione prenderà, avrà il suo sostegno, anche se sentirà la sua mancanza. Lucy accetta di partire.
- Guest star: Lucian Perez (Theo Acosta), Adam David Thompson (uomo/Mitchell Smith), Catherine Kresge (Allie Acosta), Sammy Liddell III (ragazzo spaventato), Luis Pereira (paramedico).
- Ascolti USA: 4 780 000 telespettatori[14]
- Ascolti Italia: telespettatori 627 000 – share 3,60%[15]

## Ultimo spettacolo
- Titolo originale: Curtain Call
- Diretto da: Christine Moore
- Scritto da: Yakira Chambers

### Trama
Il corpo del Sottufficiale di Seconda Classe Kendall Wells, meteorologo della Marina, fa il suo drammatico ingresso in scena durante uno spettacolo teatrale; egli infatti faceva anche parte di una comunità che gira video di addestramento top-secret. Raccogliendo gli indizi, la squadra si imbatte in una vecchia conoscenza di Tennant, un ex militare delle operazioni speciali che si fa chiamare "Charlie 1", che li aiuta a fermare l'assassino, uno spietato killer internazionale localizzato in Messico, dove si dirigono Tennant e Charlie, i quali vengono attaccati ma riescono a salvarsi. Kai si rivolge a Whistler per chiederle di aprire un'indagine per racket e riciclaggio sul suo amico d'infanzia AJ Hale, che lui sospetta abbia preso in mano l'organizzazione criminale dei fratelli Koa (arrestati nel quinto episodio). Il giovane, inesperto e un po' troppo entusiasta Agente Alan Lem sostituisce temporaneamente Lucy, impegnata come "Agente di Bordo" sulla portaerei Ronald Reagan.
- Guest star: Kian Talan (Alex Tennant), Linc Hand (Charlie 1), Danny Kang (Agente Speciale Alan Lem), Charlie Hudson III (Duggy Atwater), Sierra Swartz (Cassandra Souza), Adam Karst (Harom), Elena Evangelo (Janice Motts), Alicia Kaori (Emma Rose), Don Hahaku (Tran), Aleks Pevec (Sottufficiale Kendall Wells), Moku Durant (Frederick), Catherine Ann Restivo (sorella 1), Carolyn Samuelson (sorella 2), Anastasia Edwards (sorella 3), Tyler Kealakai (sorella 4), Sara Savusa (sorella 5).
- Ascolti USA: 4 820 000 telespettatori[16]
- Ascolti Italia: telespettatori 513 000 – share 2,90%[17]

## Soluzione estrema
- Titolo originale: Desperate Measures
- Diretto da: Kevin Berlandi
- Scritto da: Ron McGee

### Trama
Owen Santino, Ranger dell'Esercito accusato di aver ucciso una Agente della DEA, rapisce il comandante Chase per farle eseguire l'autopsia sul cadavere e dimostrare la propria innocenza. L'NCIS si mette subito alla ricerca della loro collega e amica, con Tennant e Whistler che si recano a parlare con i colleghi della vittima, tutti facenti parte di una task force con lo scopo di smantellare un traffico di oppioidi, i quali tuttavia si mostrano ostili in quanto convinti della colpevolezza di Santino, dipendente egli stesso dalle sostanze. Alla fine il vero colpevole si rivela essere l'Agente Kendra Vreeland. Kai discute con il padre riguardo agli affari del ristorante, riferendogli che potrebbe venir interrogato dall'FBI per sospetto riciclaggio di denaro.
- Guest star: Seana Kofoed (Comandante Carla Chase, medico legale), Moses Goods (Wally Holman, padre di Kai), Ian Verdun (Owen Santino, Ranger dell'Esercito), Erica Luttrell (Agente della DEA Kendra Vreeland), Emerson Brooks (Agente Supervisore della DEA Jerry Covington), Michael Marc Friedman (Agente DEA Ned Ross), Mike Tarnofsky (Russ Novak), Marianette Kauahikaua (istruttrice yoga).
- Ascolti USA: 4 520 000 telespettatori[18]
- Ascolti Italia: telespettatori 654 000 – share 3,70%[19]

## Gioco di squadra
- Titolo originale: Deep Fake
- Diretto da: James Whitmore Jr.
- Scritto da: Christopher Silber

### Trama
Tennant, Jimmy Palmer e Sam Hanna sono stati rapiti e rinchiusi in una cella in un luogo segreto. La donna alla guida del gruppo di rapitori dice di essere un'agente della CIA di nome Melina Devlin e che l'Agenzia sta monitorando Simon Williams da anni; intende interrogare i tre per sapere di quali informazioni sono in possesso, cominciando da Palmer. Nel frattempo, all'ufficio di Pearl Harbor, Parker assume il comando. Grazie ai fascicoli dell'FBI, la squadra identifica un noto collaboratore di Williams, Mel Cano (l'uomo che viene ucciso in un vivaio all'inizio dell'episodio), ed Ernie è in grado di rintracciare la sua auto a noleggio in un parcheggio abbandonato; Parker e Jesse ne trovano il corpo nel bagagliaio, e poi vengono avvicinati da un'altra agente della CIA che afferma di chiamarsi Melina Devlin, diversa rispetto a quella che ha fatto rapire i colleghi. Quest'ultima spiega di star conducendo un'operazione segreta per individuare gli agenti corrotti che hanno eseguito il rapimento, loro la includono nell'indagine, e il terriccio sul cadavere di Cano li conduce al vivaio. Lì, Parker riceve una chiamata da Tennant, la quale gli dice che Melina Devlin l'ha lasciata contattarlo: ma anche quella con Parker è Melina Devlin, quindi resta da capire qual è quella vera. Tennant avverte anche Sam, e sfruttando l'effetto sorpresa riescono ad avere la meglio sui loro rapitori e a scappare. L'uomo visto all'inizio dell'episodio uccidere Cano compare, fa esplodere il luogo e fugge insieme alla falsa Melina. Quella vera, interrogata, rivela che l'uomo del vivaio si chiama Norman Dell, un altro "Simon Williams" (il che significa che non è una persona fisica, bensì un'istituzione), e che l'impostora è in realtà Morgan Miller, un'agente della CIA corrotta. Tutti quelli connessi al programma finiscono morti, e la CIA teme l'esistenza di talpe. Si scopre che la società "Haven LTD" è una copertura per la CIA, la quale attraverso essa ha fornito le identità ai propri agenti, e la sua base si trova ad Oahu: mentre Tennant e Jesse vanno alla società, Kai e Kate si recano all' Air B&B della Miller, e Sam torna a Los Angeles a cercare Callen, che non ha risposto alle sue chiamate. Quest'ultimo si trova invece già all'Air B&B e punta la pistola contro Whistler prima che Kai possa avere il tempo di presentarli; chiarito l'equivoco, Callen mostra agli altri cosa ha trovato: un'intera parete ricoperta dalle foto di tutti gli agenti di tutte le squadre che si stanno occupando del caso. Norman Dell si è rifugiato nel bunker sotterraneo della "Haven LTD", e spiega a Tennant e Jesse che il "Simon Williams" è il programma più di successo della CIA, finalizzato all'eliminazione, in modo segreto, dei nemici del Paese; creato negli anni '80, è stato chiuso nel 1993 e recentemente ricostituito da una fazione ombra capeggiata appunto dalla Miller. Ora chiunque ne sia a conoscenza sta morendo a pochi giorni da un'udienza governativa sul programma. Harding ha rubato i file del Dipartimento della Difesa per proteggere le persone che vi sono menzionate, motivo per cui era disposto a morire piuttosto che ad essere catturato. Dell ha le stesse intenzioni e, per distruggere le rimanenti prove, fa esplodere il bunker dopo che lui stesso, Tennant e Jesse sono già usciti. Morgan Miller arriva sulla scena, spara e uccide Dell, i due agenti vengono raggiunti da Kai, Kate e Callen per contrastare il gruppo della Miller, che viene ferita ma scappa. Callen chiama Sam, che gli rimprovera la sconsideratezza. Una foto dell'originario "Simon Williams" è scampata all'esplosione e mostra l'unico superstite del gruppo: l'Ammiraglio Hollace Kilbride. Bisogna quindi volare a Los Angeles per avvertirlo del pericolo, ma la Miller è già atterrata all'aeroporto della città.
- Note. Questo episodio rappresenta la seconda parte di un evento crossover che inizia con l'episodio Gioco di squadra della serie NCIS - Unità anticrimine e termina con l'episodio (avente lo stesso titolo) Gioco di squadra della serie NCIS: Los Angeles.
Si tratta del primo e unico crossover triplo, dato che NCIS: Los Angeles terminerà con la stagione in corso, appunto la quattordicesima, con tutti e tre gli show del franchise NCIS al momento degli eventi in onda; quelli avvenuti in precedenza infatti erano stati sempre doppi, ad esempio tra NCIS e lo spin-off NCIS: New Orleans (concluso nel 2021 e che ha visto anche comparire il personaggio di Abby), e più recentemente tra NCIS e il più recente NCIS: Hawai'i.
- Guest star: Chris O' Donnell (accreditato come "Special Guest Star", G. Callen, Agente Speciale Supervisore NCIS di Los Angeles), Brian Dietzen (accreditato come "Special Guest Star", Jimmy Palmer), Gary Cole (accreditato come "Special Guest Star", Alden Parker, Agente Speciale Supervisore NCIS), LL Cool J (accreditato come "Special Guest Star", Sam Hanna, Agente Speciale NCIS di Los Angeles), Dawn Olivieri (Melina Devlin), Maya Stojan (Morgan Miller), James Morrison (Norman Dell), Luke Deal (guardia luogo segreto).
- Ascolti USA: 7 360 000 telespettatori[20]
- Ascolti Italia: telespettatori 1 186 000 - share 6,70%[21]

## Sol Levante
- Titolo originale: Rising Sun
- Diretto da: Christoph Schrewe
- Scritto da: Megan Bacharach e Matt Bosack

### Trama
L'Agente Speciale Neil Pike della Guardia Costiera, che sta lavorando sotto copertura per una famiglia locale della Yakuza, finisce in un'imboscata e scampa miracolosamente ad una sparatoria due volte (nella prima restano uccisi tre criminali). Dalle indagini dell'NCIS emerge che da decenni è in corso una faida tra due clan rivali, i Sato e i Machida, e che il patriarca dei primi ha negoziato una tregua con gli altri, ma che uno dei figli l'ha violata e ha intenzione di eliminarli impiegando mitragliatrici di grosso calibro. La squadra deve correre contro il tempo per evitare la strage. Kai si reca dal padre per farsi consegnare i documenti del ristorante da consegnare all'FBI in merito all'indagine su AJ Hale, cercando anche di convincerlo ad andare di persona a parlare con i Federali; inizialmente il padre rifiuta, ma alla fine accetta chiamando a raccolta anche tante altre persone che hanno preso denaro da AJ e che vogliono collaborare.
- Guest star: Moses Goods (Wally), Mark Gessner (agente CGIS Neil Pike), Jonah Ho'okano (AJ Hale), Vince Shin (Tracksuit), Takuma Anzai (Kenji Sato), Masumi (Yumi Sato), Bruce Locke (Oda Sato), Eric Mita (Taka Machida).
- Ascolti USA: 4 330 000 telespettatori[22]
- Ascolti Italia: telespettatori 758 000 - share 4,30%[23]

## Nuove strade
- Titolo originale: Shields Up
- Diretto da: Norman Buckley
- Scritto da: Jan Nash e Amy Rutberg

### Trama
Nella notte, il Capitano dei Marine Willem Dennison viene picchiato a morte sulla spiaggia di Pearl Harbor. La squadra della Tennant, coadiuvata dalla Sergente Summer Westmore della Criminal Investigation Division della Marina direttamente da Guantanamo Bay, conduce le indagini, che portano gli agenti in un luogo remoto dell'isola a interrogare l'ex Sergente Ellis Kane, ora frate benedettino. Quest'ultimo si è dimesso dopo aver aggredito il proprio superiore e dopo aver partecipato con il proprio plotone ad una missione in Niger anni prima, ma il resto del gruppo si mostra poco collaborativo riguardo ai dettagli. Westmore li informa che Kane aveva accusato il Sergente Capo Justin Baxter di aver appiccato, durante quella missione, un incendio in un'abitazione nel quale erano morti un ragazzo e la madre, ma le accuse erano cadute nel vuoto. Kane si rifiuta di parlare, perciò si pensa che potrebbe star proteggendo qualcuno: magari non era stato lui a vedere Baxter. Grazie ad un'intuizione di Summer, Ernie scopre che effettivamente Kane si trovava in una differente area della casa al momento dell'incendio, da cui non avrebbe potuto vederlo. La persona che sta proteggendo è il Caporale Nadiya Grange. Baxter la rintraccia e tenta di ucciderla per nascondere nuovamente la propria colpa, ma Jesse e Jane riescono a sopraffarlo e arrestarlo. Con il supporto di Kane, Nadiya è determinata a testimoniare contro Baxter, e Tennant assicura loro che il Sergente Capo verrà processato per ciò che ha fatto. Nel frattempo, Alex è malato e ad accudirlo arriva la fidanzata Cassandra: una sera però Jane la sente parlare al cellulare e deduce che sta frequentando un altro; le dice che non lo riferirà ad Alex perché deve essere lei a farlo. Jane rientra a casa e trova il figlio un po' abbattuto: lui le rivela che lui e Cassandra si sono lasciati in quanto lei si è resa conto che stanno andando in direzioni diverse.
- Guest star: Kian Talan (Alex Tennant), Seana Kofoed (Comandante Chase, medico legale), Sierra Swartz (Cassandra Souza, fidanzata di Alex), Aaron Densley (Capitano Willem Dennison), Greg Finley (Sergente Justin Baxter), Sharinna Allan (Caporale Nadiya Grange), Moise Amadou (Marine), Wes Chatham (Frate Ellis Kane), Juani Feliz (Summer Westmore, CID), Dollar Tan (Caporale Yang).
- Ascolti USA: telespettatori 5 270 000[24]
- Ascolti Italia: telespettatori 736 000 - share 4,20%[25]

## Scelte sbagliate
- Titolo originale: Misplaced Targets
- Diretto da: Larry Teng
- Scritto da: Yalun Tu

### Trama
Nel corso di un'irruzione dell'NCIS all'interno di un laboratorio clandestino dove si cucina metanfetamina, avviene un'esplosione. Presto si scopre che non si è trattato di un incidente, bensì di un attentato, e i sospetti ricadono su AJ Hale, l'amico d'infanzia di Kai divenuto un boss della malavita su cui l'FBI sta già indagando, concludendo quindi che l'obiettivo dell'esplosione era proprio Kai. Quest'ultimo si reca al ristorante del padre per avvertirlo che AJ ora potrebbe colpire lui, ma poi lo vede seduto ad un tavolo, la rabbia prende il sopravvento e lo aggredisce, subendo un rimprovero da Tennant che lo mette alla scrivania (Kai è naturalmente contrariato poiché pensa che sarebbe più utile sul campo dato che è stato lui a portare il caso all'FBI). Dopo che Ernie scopre che parecchie delle società fittizie create da AJ per riciclare il denaro sporco sono a nome della moglie Alana, NCIS ed FBI decidono di arrestarla sperando che lui si consegni volontariamente per evitarle la prigione per complicità; Tennant e Kai tentano di convincerla delle colpe del marito, ma lei continua a ripetere che si sbagliano. Nel frattempo, si effettuano blitz in tutte le attività commerciali per arrestare i soci e i dipendenti di AJ, mentre Jane ordina a Kai di occuparsi della protezione della propria famiglia (il padre e l'amica Hina che lavora come cameriera). Al ristorante improvvisamente giunge AJ armato di pistola, che incolpa Kai dell'arresto della moglie e sembra intenzionato a ucciderlo per non essere incriminato; Kai riesce a convincerlo ad abbassare l'arma ma irrompono altri uomini (che AJ rivela lavorano anch'essi per i fratelli Koa, quindi probabilmente vogliono prendere il posto che ha assunto lui a capo dell'impresa criminale) che iniziano a sparare. Hina e il padre di Kai si nascondono dietro a dei tavoli, e quest'ultimo riconsegna la pistola ad AJ dicendogli di proteggerli mentre lui uscirà ad affrontare gli uomini. Fortunatamente arriva Jane che ne uccide uno, gli altri vengono arrestati e anche AJ. Con l'indagine su Hale definitivamente chiusa, Tennant conforta Kai sull'esito dell'operazione, spiegandogli che capisce il suo stato d'animo poiché arrestare un amico non è mai facile, e gli offre da bere in ufficio. Ernie viene informato dalla detective del Dipartimento di Honolulu Dalia Reed, con la quale si sta frequentando, che lei ha conosciuto un altro uomo; lui è abbattuto e confida a Jesse di pensare di essere lui stesso il problema, e non le donne con cui esce, e Jesse cerca di rincuorarlo. All'inizio dell'episodio, Lucy chiama Kate per raccontarle come sta procedendo l'esperienza come "Agente di Bordo" sulla portaerei e le dice che pensava fosse più eccitante perché finora ha dovuto indagare soltanto su questioni semplici, ma successivamente Tracy Meadows, l'addetta agli svaghi, viene trovata ferita in un corridoio, e Lucy ha così la possibilità di mostrare le proprie doti investigative su un vero caso. Alla fine, il Vice Capo le fa i complimenti e la invita a cenare nella cabina del Capitano.
- Guest star: Moses Goods (Wally Holman, padre di Kai), Danielle Zalopany (Hina), Jonah Ho'okano (AJ Hale), Lauren Cook (Detective Dalia Reed), Enisha Brewster (Tracy Meadows), Kevin Csolak (Sottufficiale Gattman), Armando Acevedo (Ufficiale in Seconda Marshall Ramirez), Jonathan R. Freeman (Clayton Hickey), Diana Lu (Alana Hale), Manuel D. Baez Jr. (Paora Tasi), Andy Dispensa (Sottufficiale Calvin Lynch).
- Ascolti USA: telespettatori 5 130 000[26]
- Ascolti Italia: telespettatori 672 000 – share 3,90%[27]

## Doppia colpa
- Titolo originale: Silent Invasion
- Diretto da: Eric Fox Hays
- Scritto da: Mike Diaz

### Trama
Una rapina a mano armata finita in un duplice omicidio a casa di un Capitano della Marina riapre un vecchio caso analogo di sette anni prima. All'epoca l'ex agente dell'NCIS Jimmy Carter aveva ottenuto una confessione da Sean Clark, braccio destro dell'Ammiraglio Jackson. Alla luce delle nuove prove, però, la sua colpevolezza viene messa in discussione, e Jesse si reca a parlare con Carter dopo la scoperta che il filmato dell'interrogatorio di sette anni prima è stato manipolato lasciando un "buco" di tre ore. Carter tuttavia non si mostra collaborativo perché accusa ancora Tennant di essere stata la causa del suo licenziamento dall'NCIS. Sul fronte domestico, Jane è alle prese con la figlia Julie che rivela di non voler partecipare alle selezioni della propria squadra di calcio, anche se poi cambia idea.
- Guest star: Kian Talan (Alex Tennant), Jake Weber (Jim Carter), Seana Kofoed (Comandante Carla Chase, medico legale), Mahina Napoleon (Julie Tennant), James Ferris (Sean Clark), Danny J. Gomez (Don Mercado), Kenan Eames (Vinh), Joe Toro (Capitano George Bernal), Joan Powers (Monica Bernal), Jackie Dallas (giovane madre), Makenzie Wong (Scarlett), Josh Squire (studente del college).
- Ascolti USA: telespettatori 5 010 000[28]
- Ascolti Italia: telespettatori 525 000 – share 3,6%[29]

## Amore impossibile
- Titolo originale: Good Samaritan
- Diretto da: Larry Teng
- Scritto da: Noah Evslin

### Trama
Un uomo salva eroicamente una donna la cui auto era sospesa su un precipizio, poi si dà alla fuga. La squadra lo identifica come Adrian Park, un Tenente della Marina che ha disertato dal proprio posto presso l'Ambasciata degli Stati Uniti a Seoul, in Corea del Sud, e adesso insegna sotto falso nome in una piccola scuola (in cui pagano in contanti) del quartiere coreano di Honolulu; inoltre, emerge che egli era stato avvicinato da Bomi Seong, un'affascinante spia nordcoreana, per strappargli delle informazioni. In realtà i due si sono innamorati e intendono scappare insieme ai loro figli, ma uno "squadrone della morte" nordcoreano vuole impedirglielo. Tennant e gli altri riusciranno a neutralizzare la minaccia e a riunire la famiglia, anche grazie all'assistenza della vecchia conoscenza di Jane, "Charlie 1". Nel frattempo, Lucy sorprende Kate tornando in anticipo di un giorno dall'incarico come Agente di Bordo sulla portaerei, e resta un po' confusa dagli apparentemente scarsi entusiasmo e accoglienza che i colleghi le riservano, ignorando che in realtà le stanno organizzando una festa a sorpresa. Più tardi, Kate se lo lascia sfuggire, ma Lucy le promette che fingerà di non sapere nulla. Alla fine la festa (a cui partecipa anche il comandante Chase) avviene effettivamente e la squadra le dà il bentornato con tanto di brindisi.
- Guest star: Kian Talan (Alex Tennant), Seana Kofoed (Comandante Carla Chase, medico legale), Linc Hand ("Charlie 1"), Danny Kang (Agente Speciale Alan Lem), Lanny Joon (Tenente Adrian Park), Greena Park (Bomi Seong), Suzanne Green (passante), Kelsie Turner (automobilista donna), Kasen Yahiku (bambino #1), Kensi Lee Yahiku (bambina #2), Sean Rhee (agente coreano), Josh Squire (proprietario del bar).
- Ascolti USA: telespettatori 5 120 000[30]
- Ascolti Italia: telespettatori 682 000 - share 4,30%[31]

## Scomode verità
- Titolo originale: Family Ties
- Diretto da: Christine Moore
- Scritto da: Ron McGee

### Trama
In un quartiere abitato da molti ufficiali vengono rubate nottetempo tutte le ruote di dodici auto; a questo furto si ricollegano altri crimini, tutti clamorosi, ma irrilevanti dal punto di vista della refurtiva, tanto che sembrano più delle bravate. L'impressione è ancora più radicata quando si scopre che la reazione delle vittime viene filmata di nascosto e postata sui social, rivelando anche la notevole abilità informatica del colpevole. Risalgono a un diciassettenne, Robbie Morrison, figlio di un pilota della Marina, con precedenti disciplinari, ma di tipo curioso: ha sempre violato la legge per difendere i più deboli; quando lo trovano, fugge, ma si lascia indietro un cucciolo di cane che gli agenti, tramite complesse indagini, scoprono destinato ai combattimenti clandestini tra cani. Il cucciolo vale anche 10 000 dollari sul mercato nero e il proprietario aggredisce il padre del ragazzo facendolo finire in ospedale con gravi ferite e rapisce poi il ragazzo per vendicarsi, ma gli agenti dell'NCIS lo salvano in tempo.
Intanto Kate ha grossi problemi con un suo informatore, che non vuole collaborare: le toccherà convincerlo, sia per risolvere il caso, sia per guadagnare credibilità con i suoi superiori; ci riuscirà seguendo un consiglio datole da Tennant. Rientrando a casa dopo aver risolto il caso, Jane viene informata dal figlio Alex che è stato accettato al college e quando lei gli chiede quale, lui la sorprende svelando che si tratta dell'Accademia Navale di Annapolis: ha deciso di entrare in Marina.
- Guest star: Kian Talan (Alex Tennant), Derek Phillips (Vice Agente Speciale dell'FBI al comando Michael Curtis), Sharif Atkins (Norman "Boom Boom" Gates), Cher Alvarez ("Bam Bam"), Catero Alain Colbert (Kenny Sparks), Jacob Buster (Robbie Morrison), J. R. Cacia (Bill Morrison), Rocky Myers (Comandante Jared Barnes), Nadja Sofi (Ada Barnes), Can Bolay (Nico Androv), Judy Nguyen (agente dell'Honolulu Police Department Martinez), Ativalu Scanlan (Devon Gage), Luis Linares (Ross Lamont).
- Ascolti USA: telespettatori 5 150 000[32]
- Ascolti Italia: telespettatori 331 000 – share 2,4%[33]

## Soldi sporchi
- Titolo originale: Money Honey
- Diretto da: Loren Yaconelli
- Scritto da: Megan Bacharach

### Trama
Vince Cooper, contabile del miliardario Dante Reeves, viene ucciso a sangue freddo durante una festa in un locale di Bangkok, in Thailandia, davanti agli occhi della sua confidente in affari ed escort. Il Capitano Joe Milius torna inaspettatamente alle Hawaii chiedendo che l'NCIS protegga la ragazza, Adriana Velazco, la quale potrebbe essere il prossimo bersaglio del killer per impedirle di rivelare le informazioni di cui è a conoscenza sulle attività illegali di Reeves. Ella giunge a Pearl Harbor e si fa subito notare per la propria bellezza e per l'atteggiamento apparentemente superficiale, dato che accetta di collaborare solo se prima Jesse e Kai la portano a fare un giro di shopping sfrenato. Dopo aver scoperto che Reeves è atterrato nell'arcipelago, lei e Kai, con un look adeguato, entrano ad una festa esclusiva, in cui ballano anche insieme, nella speranza di riuscire ad arrestarlo, supportati da Jesse; malgrado qualche imprevisto, la missione ha successo. Kai accompagna Adriana, che firma l'accordo di collaborazione, all'uscita dell'ufficio, dove una squadra dell'FBI la scorterà a Washington, e si salutano. Lucy non compare in quanto viene detto che è ad un corso di addestramento.
Nel frattempo, Jane e l'ex marito Daniel devono affrontare l'ammissione del figlio Alex all'Accademia Navale di Annapolis, concordando di cercare di fargli cambiare idea. La presenza del Capitano Milius rende la situazione imbarazzante nel momento in cui Tennant apprende che Alex è stato ammesso anche grazie ad una lettera di referenze scritta proprio da lui, e Daniel si mostra a disagio nel condividere la cena con l'uomo che Jane sta frequentando. Successivamente, Joe si scusa con lei per non averla informata suggerendole di leggere il testo scritto da Alex. Daniel ammette all'ex moglie che la propria disapprovazione sulla frequentazione di Annapolis del figlio è probabilmente dovuta alla gelosia, ma non nei confronti di Milius, bensì in quelli di Jane: Alex si è appassionato al baseball per merito del padre e sembrava che volesse avere una carriera sportiva come lui, ma ora ha scelto la Marina come la madre; Jane gli mostra il testo del figlio, nel quale quest'ultimo spiega sì di voler servire il Paese, ma anche di aver imparato il rispetto e lo spirito di squadra proprio grazie agli allenamenti del padre, e alla fine i due accettano la decisione di Alex. 
- Guest star: Kian Talan (Alex Tennant), Anthony Ruivivar (Daniel Tennant), Derek Phillips (Vice Agente Speciale FBI al comando Michael Curtis), Anna Grace Barlow (Adriana Velazco), Chrissie Fit (Roxanne), Chris Payne Gilbert (Dante Reeves), Enver Gjokaj (Capitano Joe Milius), Thomas Bekkers (Vince Cooper), Kai Braden (Bomber Jacket), Michael DeCamp (tipo tosto), Darny Chau (ragazza in bikini), Shane Berengue (ospite alla festa).
- Ascolti USA: telespettatori 4 980 000[34]
- Ascolti Italia: telespettatori 714 000 – share 4,40%[35]

## Volo pericoloso
- Titolo originale: Bread Crumbs
- Diretto da: LeVar Burton
- Scritto da: Jan Nash

### Trama
Tennant chiede di poter interrogare il detenuto Laid Harriman, colpevole di aver ucciso un Agente NCIS sotto copertura, durante il suo trasferimento in elicottero da Maui a O'ahu, affiancata dal giovane agente Sam Crichton. In volo, il criminale, fingendo una crisi diabetica, riesce a dirottare l'elicottero che poi si schianta al suolo nel bel mezzo della selvaggia foresta hawaiana, uccidendo i due piloti e il Marshal in servizio. Nonostante i traumi riportati nell'incidente, Crichton e Jane si danno al suo inseguimento per poi cadere in un tunnel di lava, dove attendono i soccorsi e lei ricorre alla proprie capacità di sopravvivenza in un ambiente ostile per curare sé stessa e il collega gravemente ferito. Nel frattempo, la sua squadra (tranne Lucy che non compare), non vedendola tornare, decide di indagare insieme al comandante Chase e all'esperto di esplosivi "Boom Boom", sul caso che l'aveva spinta a voler interrogare Harriman, e Jesse assume il comando. Ernie informa Alex della scomparsa della madre ritenendolo abbastanza adulto e resta con lui, che è molto preoccupato, per dargli conforto, rassicurandolo però che Jane sa cavarsela; alla fine, lei torna a casa dopo essere stata individuata e salvata e riabbraccia il figlio, ringraziando silenziosamente Ernie per essergli stato accanto. Nel corso dell'episodio, vengono mostrati dei flashback di Jane da bambina con il padre.
- Guest star: Kian Talan (Alex Tennant), Seana Kofoed (Comandante Carla Chase, medico legale), Sharif Atkins (Norman "Boom Boom" Gates), Nick Creegan (Agente Sam Crichton), Dylan Kenin (Laird Harriman), Kurt Yaeger (Sergente Maggiore Strand), Ronda Kahana Williams (Jane Tennant bambina), Kevin LaRosa II (pilota), Nolan Hong (co - pilota), Davis Cameron (U.S. Marshal), Gregory Albrecht (autista autobus), Donnie Masihi (Howie), Rocki DuCharme (campeggiatrice), Josh Squire (campeggiatore).
- Ascolti USA: telespettatori 5 020 000[36]
- Ascolti Italia: telespettatori 547 000 – share 3,00%[37]

## Missione Marte
- Titolo originale: Cabin Fever
- Diretto da: Kurt Jones
- Scritto da: Yakira Chambers

### Trama
La NASA sta preparando una simulazione altamente riservata in vista della prossima missione su Marte, scegliendo le Hawaii in quanto le rocce vulcaniche dell'arcipelago hanno una composizione simile a quelle del "pianeta rosso"; in una bolla detta "Habitat" ne sono state ricreate le stesse condizioni. Improvvisamente, uno dei partecipanti, il Maggiore Darren Graham, ha un malore e muore. La comandante McCarthy inizialmente disapprova l'interferenza dell'NCIS sostenendo che solo le persone autorizzate possono accedere alla simulazione, ma Tennant si fa valere ed è determinata a scoprire se il decesso del Maggiore sia stato causato davvero da un malore oppure se si sia trattato di omicidio. Per indagare più da vicino, Ernie (che anni prima aveva presentato domanda per essere ammesso al programma poiché andare su Marte è sempre stato il suo sogno, ma era stato respinto) va sotto copertura all'interno del "Habitat" e, assistito a distanza dalla Chase, esegue un'autopsia preliminare sul corpo di Graham che rivela che egli è stato in effetti ingegnosamente assassinato tramite inalazione di organofosfati (gas nervini). Jesse e Kai si recano a parlare con un ex partecipante licenziato, estraneo all'omicidio. La situazione sembra degenerare nel momento in cui il Maggiore Mullen, un altro dei partecipanti, manifesta gli stessi sintomi di Graham e prende in ostaggio gli altri facendo scattare il "protocollo quarantena" che li isola all'interno dell' "Habitat"; l'assassino dev'essere uno del gruppo. La squadra speciale di intervento irrompe liberando gli astronauti, Ernie torna in ufficio sebbene ancora un po' frastornato ed è lui a scoprire che il colpevole è Aaron Patel, il capo della squadra d'intervento: anch'egli respinto dal programma, a differenza di Ernie cova rancore e ha voluto "sabotare" la simulazione. Nel corso dell'episodio, i membri dell'NCIS condividono a vicenda il proprio sogno d'infanzia: oltre a Ernie che appunto ha sempre voluto andare su Marte, Jesse voleva essere un violoncellista, Kai desiderava vincere uno show di cucina, Whistler inizialmente afferma di aver sempre voluto essere una agente federale ma successivamente ammette che voleva essere nominata "Miss America", Tennant rivela che a cinque anni pensava di diventare un'allevatrice di unicorni mentre a sette voleva diventare un incrocio tra "Wonder Woman" e "Aquaman".
- Guest star: Gloria Reuben (Comandante Tannon McCarthy), Seana Kofoed (Comandante Carla Chase, medico legale), Cara Mitsuko (Lara Uchida), Jake Matthews (Aaron Patel), Tobias Jelinek (Paolo Castile), Arianna Ortiz (Colonnello Jocelyn Watkins), Dylan Bruce (Maggiore Thomas Mullen), Skyler Bible (Darren Graham), Erin Ross (Millie Chapman), Armand Patterson (dottor Hampton).
- Ascolti USA: telespettatori 4 840 000[38]
- Ascolti Italia: telespettatori 627 000 – share 3,70%[39]

## Effetto notte
- Titolo originale: Nightwatch Two
- Diretto da: Tim Andrew
- Scritto da: Amy Rutberg

### Trama
Durante il turno di notte, Lucy immagina che sarà tutto tranquillo, finché non riceve una chiamata di un uomo in stato confusionale, che confessa di aver commesso un omicidio e chiede l'intervento delle forze dell'ordine. Whistler resta con lei per andare a fondo della situazione e Lucy manda Jesse e Kai (che avevano programmato una serata "tra uomini") a verificare all'indirizzo di provenienza della chiamata localizzato da Ernie (che ha dovuto interrompere l'esibizione al piano in un locale), mentre Tennant è a cena con un dentista di nome Scott (si scopre in seguito che è stato Jesse a organizzarle l' "appuntamento al buio"). L'indirizzo corrisponde ad una gioielleria, all'interno vi sono segni di colluttazione e il cadavere dell'impiegato, Nelson Carr. All'arrivo del proprietario, Dennis Lang, quest'ultimo sembra sicuro che non sia stato rubato nulla, ma così non si spiegherebbe la morte di Carr. Nel frattempo, Ernie identifica l'autore della chiamata a Lucy: si tratta di Joe Pitt, un ex Marine congedato per aver subìto un'esplosione nel corso di un blitz che gli ha provocato lesioni cerebrali con conseguente perdita della memoria a breve termine. Lucy decide di parlargli di persona e si reca al suo appartamento, lui inizialmente non la riconosce ma poi la porta con sé sulla spiaggia per mostrarle il corpo di un altro uomo; qui lei prova a calmarlo però lui, confuso, le dà un pugno e scappa. Lei torna in ufficio venendo rimproverata da Kate per aver seguito Pitt da sola, ma ormai ha preso a cuore la vicenda e si convince che egli sia stato manipolato da un criminale che se n'è servito per compiere la rapina. Emerge che il proprietario della gioielleria si occupa illegalmente di compravendita di diamanti, perciò devono essere questi ad essere stati rubati. Tennant manda Kai al centro di supporto per veterani "La Nuova Alba" (che li assiste nel "reintegrarsi" nella vita civile) frequentato da Pitt, anche se inizialmente lui è riluttante perché non gli piace rievocare il periodo nei Marines. Viene fuori che l'autore materiale della rapina è stato Ethan Denton, uno degli amici di Pitt al centro che lo ha costretto ad aiutarlo, e la squadra recupera i diamanti. Alla fine Kai decide di seguire il suggerimento di Jesse (il quale gli aveva detto che tutti hanno bisogno di aprirsi con qualcuno) e va al centro veterani, condividendo la propria esperienza. Jesse, invece, ha allestito una tenda da campeggio nel giardino di casa per far contento il figlio Jake.
- Guest star: Seana Kofoed (Comandante Carla Chase, medico legale), Damien Diaz (Joe Pitt), Seamus Dever (Scott), DaJuan Johnson (membro principale de "La Nuova Alba"), Evan Gamble (Ethan Denton), Michael McGlone (Dennis Lang), Caitlin Gold (Nicole), Seth Adam Braverman (Jake Boone), Deep Rai (Jack), Sarah Elizabeth Biehler (Diane), Beth Fisher (Beth), Scott M. Schewe (agente dell'HPD T. Wilcox).
- Ascolti USA: telespettatori 4 840 000[40]
- Ascolti Italia: telespettatori 647 000 – share 3,70%[41]

## Vecchie storie
- Titolo originale: Past Due
- Diretto da: James Whitmore Jr.
- Scritto da: Christopher Silber e Yalun Tu

### Trama
L'episodio si apre con dei poliziotti che entrano in una camera d'albergo trovando Tennant con le mani sporche di sangue accanto al cadavere di Oliver Price, un ex Agente dell'MI6 (i Servizi Segreti britannici) col quale aveva appuntamento e che aveva con sé una copia di un passaporto falso intestato ad una certa "Jane Padilla", un vecchio alias della Tennant dai tempi della CIA; lei riferisce ai poliziotti che Price era già morto quando è arrivata. In ufficio, chiede a Ernie di verificare una serie di numeri scritti su un biglietto rinvenuto nella stanza, che riconducono ad un conto bancario di Caracas, mentre tiene il resto della squadra all'oscuro delle proprie mosse, comportandosi in modo strano. A Pearl Harbor giunge l'Agente Supervisore dei Progetti Speciali John Swift (anch'egli ex CIA, ed ex membro della Divisione Controspionaggio dell'FBI), per controllare l'operato dell'NCIS, che assume il comando; Jane si autosospende per poter agire in solitaria (e manda i figli dal padre per proteggerli, Alex intuisce che ci sia qualcosa che non va ma lei lo rassicura dicendo che tornerà presto), e Jesse viene riassegnato da Swift per non essere stato capace di fermarla. Di nascosto, Tennant vola in Colorado a far visita a Maggie Shaw, la sua ex mentore ora detenuta per tradimento da circa un anno, per discutere di una missione della CIA di dodici anni prima in Siria, mirata alla cattura di un signore della guerra ma finita con lo sterminio dell'intera squadra di recupero, di cui solo uno è sopravvissuto. Successivamente, chiede a Whistler di accompagnarla in Venezuela per accertare personalmente il saldo del conto: risulta che esso è stato svuotato da "Jane Padilla", un'impostora che si finge la Tennant; quest'ultima intende rintracciarla perciò ammanetta Whistler ad un mobile della stanza del motel che hanno preso e se ne va. Kate riesce a liberarsi e risponde alla chiamata di Lucy, la quale la informa che loro hanno scoperto il coinvolgimento nella faccenda anche di "Charlie 1", l'amico misterioso di Jane (presumibilmente ex SEAL o DELTA, attualmente appaltatore militare privato), in quanto anche lui ha partecipato al raid in Siria (ed è proprio lui il sopravvissuto); a sua volta, Kate dice agli altri di essere preoccupata poiché Tennant ha con sé un arsenale di armi. Kai va a casa del capo per cercare indizi, venendo sorpreso da Charlie, il quale poi raggiunge Tennant a Caracas ma viene colpito da armi da fuoco appena i due escono dall'edificio in cui lei ha localizzato l'impostora. L'episodio termina. Nel corso di esso, vengono mostrati dei flashback risalenti a dodici anni prima, in cui Jane e Maggie Shaw si trovano a Cipro insieme a una loro risorsa, Adrian Creel, che sembra saltare in aria nell'esplosione della propria auto.
- Guest star: Kian Talan (Alex Tennant), Henry Ian Cusick (Agente Speciale dell'Ufficio Progetti Speciali John Swift), Linc Hand ("Charlie 1"), Mahina Napoleon (Julie Tennant), Jay Ali (Adrian Creel), Emanuel Borria (Martin "Marty" Maldado), Julie White (Maggie Shaw), Tara Macken (impostora), Ioane Goodhue (Capitano Akas), Katie McCabe (turista donna), Nathan Ray Clark (turista uomo), Daniel Santana Jr. (membro dell'Intelligence venezuelana), Luis R. Espinoza (membro dell'Intelligence venezuelana).
- Ascolti USA: telespettatori 4 950 000[42]
- Ascolti Italia: telespettatori 434 000 – share 2,70%[43]

## Dies irae
- Titolo originale: Dies Irae
- Diretto da: Tim Andrew
- Scritto da: Matt Bosack e Jan Nash

### Trama
"Charlie 1" è stato colpito da un unico proiettile in fronte ed è morto all'istante. Dopo averlo ucciso, Adrian Creel (in realtà vivo e responsabile dello sterminio del gruppo di sette agenti in Siria, ora otto con Charlie) sequestra Tennant e la tortura sfruttando le peggiori tecniche apprese dai cartelli della droga messicani in due anni a Sinaloa, per ottenere informazioni su Maggie Shaw. Dopo avergli confessato che quest'ultima si nasconde in una casa sicura alle Hawaii, Tennant viene salvata dalla Whistler (la quale nel frattempo riesce a sapere da un ragazzo che la collega è stata presa da uomini - emerge poi membri delle forze speciali colombiane - su un'auto marrone, ed Ernie è in grado di fornirle le coordinate per il complesso di edifici) e, a sorpresa, da Sam Hanna dell'Ufficio Progetti Speciali di Los Angeles. Rientrata a Pearl Harbor (dov'è giunta anche la Shaw in custodia), viene riaccolta dai colleghi e convince Swift a far uscire Maggie allo scoperto per attirare Creel in una trappola. Il piano sembra funzionare, ma il faccia a faccia tra i due si tramuta presto in un violento scontro fisico tra lui e Tennant, concludendosi nel momento in cui Maggie spara all'uomo uccidendolo. Mentre Jane è china su di lui, l'ex amica ne approfitta per fuggire, facendo perdere le proprie tracce. Viene mostrato Swift che parla al cellulare (probabilmente con qualcuno dei "piani alti") e lascia intuire che Sam Hanna potrebbe aggiungersi alla squadra, e Jane dice a Jesse che probabilmente dovranno affrontare dei cambiamenti. Alla fine tutti si ritrovano a casa di Tennant: con sottofondo musicale, ripensano agli avvenimenti della giornata e poi brindano a Charlie e alla famiglia.
- Guest star: Seana Kofoed (Comandante Carla Chase, medico legale), Henry Ian Cusick (Agente Supervisore dell'Ufficio Progetti Speciali John Swift), Linc Hand ("Charlie 1"), Jay Ali (Adrian Creel), Julie White (Maggie Shaw), Clay Donahue Fontenot (autista), Kian Talan (Alex Tennant), Mahina Napoleon (Julie Tennant), LL Cool J (Agente Speciale dell'ufficio di Los Angeles Sam Hanna).
- Nota. In questo episodio compare l'attore LL Cool J nel ruolo di Sam Hanna, uno dei protagonisti dell'altro spin - off NCIS: Los Angeles, terminato nel 2023 dopo quattordici stagioni.
- Ascolti USA: telespettatori 5 100 000[44]
- Ascolti Italia: telespettatori 537 000 – share 3,10%[45]